# Маркеш, Жуан
Жуан Мигел Виейра Фрейташ Силва Маркеш (порт. João Miguel Vieira Freitas Silva Marques, род. 13 февраля 2002, Баррейру) — португальский футболист, вингер клуба «Жил Висенте».

## Клубная карьера
Маркеш — воспитанник клубов «Спортинг», «Баррейренсе» и «Витория Сетубал». 18 октября 2020 года в матче против «Монкарапашенсе» он дебютировал в Третьей лиге Португалии в составе последних. В 2022 году Маркеш подписал контракт с «Эшторил-Прая». 18 февраля в матче против «Пасуш де Феррейра» он дебютировал в Сангриш лиге. 13 августа 2023 года в поединке против «Ароки» Жуан забил свой первый гол за «Эшторил-Прая».
Летом 2024 года Маркеш перешёл в «Брагу». Сумма трансфера составила 3,5 млн евро. 25 июля в отборочном матче Лиги Европы против «Маккаби Петах-Тиква» он дебютировал за новую команду. В начале 2025 года Маркеш был арендован «Жил Висенте». 17 февраля в матче против «Фамаликана» он дебютировал за новую команду.